# ピアノ協奏曲第2番 (リスト)
ピアノ協奏曲第2番イ長調 S.125 R.456は、フランツ・リストが作曲した2番目のピアノ協奏曲である。

## 概要
1839年に着手され、同年の9月13日に初稿を完成させている。それ以降、数回にわたって補筆や改訂を施し、1848年頃に「交響的協奏曲」と名称を与えていたがこれは後に取り下げることになる。1849年5月6日に改訂を一旦終えているが、リストはこれに納得しなかったのか、初演前年の1856年に再度補筆を行っており、初演後の1861年に決定稿が出されるまで局所的に続けていた。
全体は単一楽章で書かれており、その形式はピアノ協奏曲第1番よりもさらに自由で、狂詩曲風の性格が顕著に浮き彫りにされている。ピアノと管弦楽が一体になったいわば交響詩ともいえる性格を呈しており、詩的な味わいや内面的な抒情性が極めて豊かな作品になっている。

## 管弦楽編成
- フルート 3（3番はピッコロ 持ち替え）
- オーボエ 2
- クラリネット in A 2
- ファゴット 2
- ホルン in Eb 2
- トランペット in Bb 2
- トロンボーン 3 (テナー2、バス1)
- チューバ
- ティンパニ （1対）
- トライアングル
- タムタム
- シンバル
- 弦五部
  - ヴァイオリン 2パート
  - ヴィオラ 1パート
  - チェロ 1パート
  - コントラバス 1パート

## 演奏時間
約20分

## 曲の構成
- 第1部 アダージョ・ソステヌート・アッサイ
- 第2部 アレグロ・アジタート・アッサイ
- 第3部 アレグロ・モデラート
- 第4部 アレグロ・デチーソ
- 第5部 マルツィアーレ・ウン・ポコ・メノ・アレグロ
- 第6部 アレグロ・アニマート

曲は6つの部分から構成されており、作品全体として自由なソナタ形式といえる構造が形成されている。
第1部のアダージョ・ソステヌート・アッサイでは冒頭部で夢幻的な基本主題が提示され、第2部のアレグロ・アジタート・アッサイは、エネルギッシュな新しい主題が提示されたあともう一つの新しい主題も力強く提示される。第3部のアレグロ・モデラートは優美で表情豊かな部分であり、ロマンティックで美しい世界が広げられていく。第4部のアレグロ・デチーソはダイナミックな部分で、そこでは強烈で華々しい表現が印象深くなっている。第5部のマルツィアーレ・ウン・ポコ・メノ・アレグロはシンバルの入ったトルコ行進曲で、ソナタ形式の再現部に相当する部分で、第6部のアレグロ・アニマートは、コーダに相当する部分であり、ピアノの活躍が目覚しく、圧倒的なクライマックスに到達して結末を迎える。

## 参考資料
- 『最新名曲解説全集9 協奏曲2』（音楽之友社）